# Abraham K. Allison

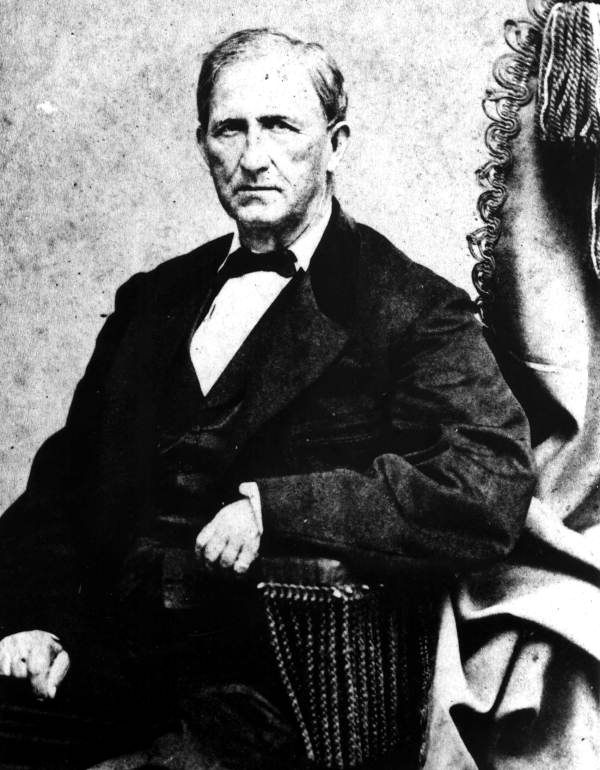
Abraham K. Allison

Abraham Kurkindolle Allison (* 10. Dezember 1810 im Jones County, Georgia; † 8. Juli 1893 in Quincy, Florida) war ein US-amerikanischer Politiker und 1865 der 6. Gouverneur von Florida.

## Frühe Jahre und politischer Aufstieg
Allison wanderte von Georgia kommend in Florida ein und ließ sich in Apalachicola nieder. Das genaue Datum seiner Ankunft in Florida ist unbekannt; es muss aber vor 1832 gewesen sein. Dort begann er eine politische und juristische Karriere. Er war am Gericht des Franklin County und später an einem US-Bundesgericht in Florida angestellt. Noch bevor Florida 1845 zu einem Bundesstaat wurde, war Allison Mitglied des territorialen Repräsentantenhauses. Nach 1845 gehörte er sowohl dem Repräsentantenhaus von Florida als auch dem Staatssenat als Mitglied der Demokratischen Partei an.

## Gouverneur von Florida
Während des Bürgerkriegs diente er in der Armee der Konföderation und nahm an einigen Schlachten teil. Anfang 1865 war er Präsident des Senats seines Staates. Nach der damaligen Verfassung gab es keinen Vizegouverneur und der Senatspräsident musste diese Aufgaben mit übernehmen. So fiel Allison im März 1865 nach dem Selbstmord von John Milton das Amt des Gouverneurs von Florida zu. Er wurde am 1. April, wenige Tage vor dem Ende des Bürgerkriegs, vereidigt. Allerdings behielt er sein Amt nur bis zum 19. Mai desselben Jahres. Dann floh er vor den Unionstruppen, die ihn am 19. Juni ergriffen und für einige Monate zusammen mit anderen Politikern aus dem Süden in Pulaski (Georgia) inhaftierten. In seiner kurzen Zeit als Gouverneur konnte er keine politischen Akzente setzen. Sein Staat taumelte wie der gesamte Süden der militärischen Niederlage entgegen. Nach vier Jahren Krieg waren die Bürger kriegsmüde und von den hohen Verlusten demoralisiert.
Der weitere Lebensweg Allisons ist unbekannt. Laut den Quellen war er sechs Monate inhaftiert. Er muss dann um die Jahreswende 1865/1866 wieder freigelassen worden sein. Im Jahr 1893 ist er in seinem Haus in Quincy verstorben. Er war mit Elizabeth S. Coleman verheiratet.